# Демьянцево (Вологодская область)
Демьянцево — деревня в Бабушкинском районе Вологодской области.
Входит в состав Миньковского сельского поселения, с точки зрения административно-территориального деления — в Кулибаровский сельсовет.
Расстояние до районного центра села имени Бабушкина по автодороге составляет 27 км, до центра муниципального образования Миньково по прямой — 4 км. Ближайшие населённые пункты — Льнозавод, Миньково, Горка.
Население по данным переписи 2002 года — 13 человек.